# Eurema regularis
Eurema regularis är en fjärilsart som först beskrevs av Butler 1876.  Eurema regularis ingår i släktet Eurema och familjen vitfjärilar. Inga underarter finns listade i Catalogue of Life.